# 내항동물
내항동물(內肛動物, Entoprocta(그리스어 εντος, entos(내부) + προκτος, proktos(항문)의 합성어))은 주로 해양에 서식하는 작은 동물 문(門)으로 크기는 0.5 mm에서 5.0 mm 정도이다. 촉수관을 지니고 있다.

## 분류
내항동물은 4개 과에 약 150여 종으로 분류된다. 대부분의 종이 해양성이지만, 일부 종(Urnatella gracilis)은 담수에 널리 분포한다.
- 록소소마목 (Loxosomatida)
  - 록소칼리푸스과 (Loxokalypodidae)
    - 록소칼리푸스속 (Loxokalypus)

  - 록소소마과 (Loxosomatidae)
    - 록소소마속 (Loxosoma)
    - Loxosomella
    - Loxomitra
    - Loxosomespilon
    - Loxocore
- 페디켈리나목 (Pedicellinida)
  - 페디켈리나과 (Pedicellinidae)
    - Pedicellina
    - Myosoma
    - Chitaspis
    - Loxosomatoides
    - Coriella
- 우르나텔라목
  - Barentsiidae
    - Barentsia